# Крюковский, Иван Григорьевич
Ива́н Григо́рьевич Крюко́вский (собственно Кра́вченко; около 1815 — 1885) — кобзарь, один из последних представителей этого типа певцов.
В восемнадцать лет Крюковский ослеп и начал странствовать по ярмаркам с другими кобзарями. По количеству сохраненного им в памяти историко-поэтического материала, Крюковский занимал среди известных кобзарей одно из первых мест; но, вследствие исчезнувшего в народе интереса к думам, Крюковский последние 20 лет своей жизни более не странствовал по ярмаркам и многое позабыл. Тем не менее, В. Горленко записал с его слов 9 дум, которые хотя и раньше известны были в печати, но представляют вполне оригинальные варианты (напечатаны в «Киевской Старине», 1882, № 12).